# Papugalepsus elongatus
Papugalepsus elongatus är en bönsyrseart som beskrevs av Werner 1928. Papugalepsus elongatus ingår i släktet Papugalepsus och familjen Iridopterygidae. Inga underarter finns listade i Catalogue of Life.